# Адаможец
Адаможец - річка в  Росії, протікає територією  Мільковського району  Камчатського краю. Довжина річки - 29 км.
Починається на північному схилі гори Куча, що відноситься до  Валагінского хребта, тече в північному напрямку до виходу на рівнину. Після цього тече по дузі, спочатку на північний захід, потім на північ по частково заболоченій місцевості.  Після злиття з річкою Уречек в однойменному урочищі змінює назву на Кіусінец  (за даними  державного каталогу географічних назв Кіусінец є окремою річкою, що утворюється при злитті річок Уречека та Адаможца. Впадає в річку Кітільгіна праворуч на відстані 80 км від її гирла  на висоті 167,3 метра над рівнем моря .

## Дані водного реєстру
За даними державного водного реєстру Росії відноситься до Анадиро-Колимського басейнового округу.
За даними геоінформаційної системи водогосподарського районування території РФ, підготовленої Федеральним агентством водних ресурсів:
- Код водного об'єкта в державному водному реєстрі — 19070000112120000013871
- Код за гідрологічною вивченістю (ГВ) — 120001387